# Das Gespenst von Canterville (1996)
Das Gespenst von Canterville (englischer Originaltitel: The Canterville Ghost) ist ein US-amerikanischer Fernsehfilm von Regisseur Sydney Macartney aus dem Jahr 1996. Der Film beruht auf der gleichnamigen Erzählung von Oscar Wilde. Die Filmmusik von Ernest Troost wurde 1996 mit einem Emmy ausgezeichnet.

## Handlung
Die Familie des amerikanischen Physikers Hiriam Otis zieht für die Zeit eines Forschungsauftrages für vier Monate in eine ländliche Gegend Englands. Der Vater befindet sich bereits auf dem von ihm angemieteten Schloss Canterville Hall, als seine Frau mit der pubertierenden Tochter Virginia und deren jüngeren Brüdern Adam und Washington eintreffen. Mit im Schloss lebt ein altes Ehepaar, das als Butler und Köchin zum Inventar gehört.
Virginia ist bereits beim ersten Anblick fasziniert von einem Gemälde in der Ahnengalerie, welches Sir Simon de Canterville zeigt, einen Vorfahren der Familie aus dem sechzehnten Jahrhundert. Zunächst langweilt sie der Aufenthalt in dem alten Gemäuer, dies ändert sich aber schnell durch den Besuch des jungen Francis, Duke des benachbarten Anwesens.
Bereits in der ersten Nacht spukt das Schlossgespenst, dessen Anwesenheit sich zunächst nur durch Andeutungen der Hausangestellten und der Dorfbewohner vermuten lässt, kettenrasselnd und stöhnend durch die Räume, zeigt sich der Familie jedoch noch nicht. Beim Frühstück erzählen sowohl die Jungen als auch Virginia von den nächtlichen Geräuschen, finden jedoch bei ihrem Vater, der als Wissenschaftler nicht an übersinnliche Phänomene glaubt, kein Gehör. Auch ein vor dem Kamin befindlicher Blutfleck, der sich nach Aussage der Köchin seit Jahrhunderten dort befindet und bisher durch nichts entfernen ließ, vermag die Eltern nicht zu beeindrucken und wird von der Mutter mit einem Fleckenentferner kurzerhand weggewischt.
In den folgenden Nächten erscheint das Gespenst, bei welchem es sich um den auf dem Gemälde gezeigten Sir Simon handelt, den Kindern in einer sichtbaren Gestalt, vermag aber weder die Jungen noch Virginia nachhaltig zu erschrecken. Die vom Lärm geweckten Eltern können den Geist zunächst nicht sehen, da sie (wie später erklärt wird) nicht an ihn glauben. Das Gespenst erneuert den Blutfleck mit den Ölfarben von Virginia – nachdem die Mutter ihn immer wieder entfernt – auch in Grün. Der Vater verdächtigt seine Tochter, die nächtlichen Spukaktionen zu inszenieren, um die Familie zu bewegen, das ungeliebte England zu verlassen.
Virginia findet schließlich einen Geheimgang, der zum Verlies des Gespenstes führt. Nachdem Sir Simon sich zunächst von ihr gestört fühlt, freundet er sich in den folgenden Tagen mit Virginia an und weist ihr den rechten Weg in ihrer Beziehung zu Francis, in den sie sich inzwischen verliebt hat. Da ihr Vater sie nach einem neuerlichen nächtlichen Eklat zu ihrer Tante nach Amerika zurückschicken will, inszeniert sie mit Sir Simon ein Theaterstück mit sich selbst in der Rolle des Hamlet und dem Gespenst in der Rolle des Geistes von Hamlets Vater. Sie hofft so, ihren Vater von der Existenz des Gespenstes (und ihrer Unschuld an den nächtlichen Aktionen) zu überzeugen, da sie wegen ihrer Liebe zu Francis nicht mehr abreisen will.
Zwar gelingt dies nicht, auch da Sir Simon die Aufführung abbricht, aber sie besucht das Gespenst erneut in seinem Verlies, worauf dieses ihr seine Geschichte von Liebe, Verrat und Eifersucht erzählt, die endlich zum Selbstmord seiner Frau führte. Schuldig befunden von sich selbst und der Familie der Toten, wurde Sir Simon in seinem Verlies angekettet, wo er qualvoll starb und fortan seit vierhundert Jahren keine Ruhe findet. Erlösung findet er nach einer alten Prophezeiung nur durch eine Jungfrau, die für ihn um Vergebung bittet und ihn in das Reich der Toten begleitet.
Virginia ist bereit, dies zu tun, verschwindet daraufhin um Mitternacht zusammen mit Sir Simon, was am nächsten Tag die ganze Familie und die Dorfbewohner zu einer verzweifelten Suchaktion veranlasst. Schließlich wird sie um Mitternacht des Folgetages von ihrer Familie und Francis durch die sich kurz öffnende Pforte des Totenreichs in der Bibliothek zurückgezogen. Alle begeben sich ins Verlies mit den nunmehr dort befindlichen knöchernen Überresten von Sir Simon; daraufhin erfüllen sich auch die übrigen Teile der Prophezeiung: die zerbrochene Glocke der Schlosskapelle läutet und der verdorrte Mandelbaum im Hof beginnt zu blühen. Sir Simon wird im Garten unter der Statue eines steinernen Engels neben seiner geliebten Frau begraben. Die Familie kann aufgrund einer Verlängerung des Forschungsprojektes und der Dankbarkeit des Schlossbesitzers, Lord George Canterville, seinen Vorfahren erlöst zu haben, unbefristet auf Canterville bleiben.

## Hintergrund
Das Gespenst von Canterville wurde in Knebworth House, Stevenage und Hertfordshire gedreht. Der Film lief erstmals am 27. Januar 1996 im amerikanischen Fernsehen, in Deutschland am 3. Oktober 1996. Seit dem 5. Oktober 2012 ist der Film als DVD erhältlich.

## Kritiken
Peter Osteried bei Kino-Zeit.de schreibt: „Das Gespenst von Canterville ist ein süßer, aber nicht kitschiger Familienfilm, der von großen Darstellungen und einer ansprechenden Inszenierung lebt. Wer jedoch des Englischen mächtig ist, der sollte unbedingt das Original anschauen, um in den Genuss von Patrick Stewarts Shakespeare’scher Intonation zu kommen.“
Die Kritiker der Fernsehzeitschrift TV Spielfilm meinen: „Nach holprigem Start mausert sich die Hallmark-Produktion zum lockeren Klamauk.“ Fazit: „Gelungene Adaption mit Teen-Appeal.“